# Slow Dancing with the Moon
Slow Dancing with the Moon è il trentaduesimo album in studio della cantante statunitense Dolly Parton, pubblicato il 23 febbraio 1993 dalla Columbia Records. Il disco presenta numerose collaborazioni, fra cui Mary Chapin Carpenter, Kathy Mattea, Tanya Tucker, Maura O'Connell, Billy Dean, Pam Tillis, Marty Stuart e Billy Ray Cyrus.

## Il disco
L'album fu ben accolto dalla critica e dal pubblico (raggiungendo la posizione #4 nella classifica degli album country statunitense più venduti, e la posizione #16 nella classifica degli album pop. I tre singoli estratti dall'album ebbero meno fortuna; solo Romeo raggiunse la posizione #30, mentre gli altri due brani More Where That Came From e Full Circle non entrarono nemmeno nei top 40.
Nel 2009 Slow Dancing with the Moon è stato ripubblicato dalla Sony Music in un cofanetto comprendente anche altri due album di Parton, Eagle When She Flies e White Limozeen.

## Track listing
Tutti i brani sono di Dolly Parton eccetto dove specificato altrimenti.
1. Full Circle (Dolly Parton e Mac Davis) 3:56
2. Romeo 3:34
  - con Mary Chapin Carpenter, Pam Tillis, Billy Ray Cyrus, Kathy Mattea e Tanya Tucker
3. (You Got Me Over) A Heartache Tonight (Dolly Parton e Larry Weiss) 3:04
  - duetto con Billy Dean
4. What Will Baby Be 3:24
5. More Where That Came From 3:14
6. Put a Little Love in Your Heart (Jackie DeShannon, Jimmy Holliday e Randy Myers) 2:27
7. Why Can't We? (Chuck Cannon, Austin Cunningham e Allen Shamblin) 3:48
8. I'll Make Your Bed 3:17
9. Whenever Forever Comes 3:26
10. Cross My Heart (Rachel Dennison, Frank Dycus e Randy Parton) 3:31
11. Slow Dancing with the Moon (Davis) 3:28
12. High and Mighty 3:09